# College360
College360 er en skole i Silkeborg som har flere forskellige ungdomsuddannelser. Skolen tilbyder erhvervsuddannelser (EUD og EUX), gymnasiale uddannelser (HHX og HTX) samt efteruddannelser.
College360 blev oprettet som en fusion af Silkeborg Business College og Teknisk Skole Silkeborg. Skolen startede i 2017 med Henrik Toft som direktør og over 2000 elever og 340 medarbejdere.

## Kritik af navnet
I 2019 kritiserede undervisningminister Pernille Rosenkrantz-Theil navnet College360 og andre skolenavne. Hun mener at skoler skal hedde dét de er, og siger at uforståelige skolenavne fremover ikke vil blive godkendt af undervisningsministeriet.